# Erkensruhr
Erkensruhr is een plaats in de Duitse gemeente Simmerath, deelstaat Noordrijn-Westfalen. Het dorpje wordt doorsneden door het riviertje de Erkensruhr.

## Bezienswaardigheden
In het dorp bevindt zich een carport met daarin een replica van een postkoets/diligence. Deze postkoets reed jarenlang tussen Erkensruhr en Einruhr, maar uiteindelijk werden onderhoud en veiligheidseisen te zwaar voor deze koets.

Daarnaast is er door de inwoners in 1948 gebouwde kapel, opgetrokken uit dichtbij gedolven stenen. Het kapelletje is aan Sint Hubertus gewijd, de beschermheilige van de jagers.

Rondom het dorp is een 7 km (pittige) wandeling uitgezet die prachtige uitzichten biedt op het dorp, maar ook langs een kleine boskapel, gesticht in de jaren 80.
Dedenborn · Eicherscheid · Einruhr · Erkensruhr · Hammer · Hirschrott · Huppenbroich · Kesternich · Lammersdorf · Paustenbach · Rollesbroich · Rurberg · Simmerath · Steckenborn · Strauch · Witzerath · Woffelsbach

Stedenregio Aken · Regierungsbezirk Keulen · Noordrijn-Westfalen